# Kuzinellus elhariri
Kuzinellus elhariri är en spindeldjursart som först beskrevs av Bayan 1988.  Kuzinellus elhariri ingår i släktet Kuzinellus och familjen Phytoseiidae. Inga underarter finns listade i Catalogue of Life.